# Tecnologia farmacêutica
Tecnologia farmacêutica é o ramo da ciência aplicada que visa a obter preparações farmacêuticas dotadas de máxima atividade, doseadas com maior precisão e apresentação que lhes facilitem a conservação e a administração.

## Objetivos
Tem como objetivos, a transformação de produtos naturais ou de síntese tornando-os possíveis de serem administrados aos seres humanos, com fins curativos, paliativos, profiláticos ou de diagnóstico; a definição de diversas formas que pode assumir o medicamento, de modo que possa ser facilitada sua posologia, administração e ação farmacológica; pesquisar o desenvolvimento de produtos visando utilização de um mesmo medicamento em diferentes formas farmacêuticas, que atendam a todas às necessidades humanas.